# Teodósio, Príncipe do Brasil
D. Teodósio de Bragança (Vila Viçosa, 8 de fevereiro de 1634 - Lisboa, 15 de maio de 1653), foi o filho primogénito do Rei João IV de Portugal e de Luísa de Gusmão. Herdeiro da coroa, 9.º Duque de Bragança (como D. Teodósio III) e 1.º Príncipe do Brasil, título criado em sua honra. Sua morte prematura aos 19 anos levou seu irmão Afonso VI ao poder.

## Biografia

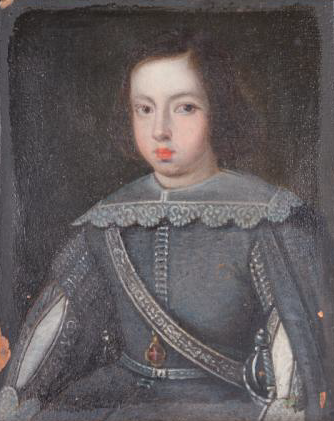
Teodósio de Bragança na infância (Museu de Évora, por autor desconhecido).

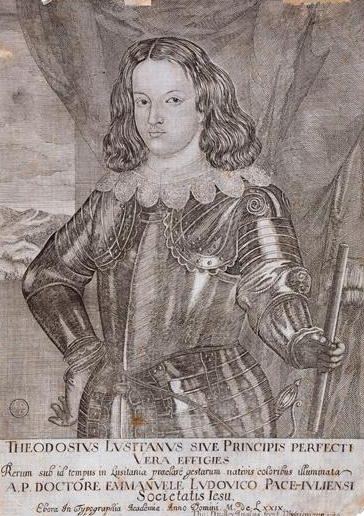
Theodose Lusitanis sive Princips Perfecti Vera Effigies (Museu Nacional de Arte Antiga, por Thomas Dudley, 1679).

Nasceu no Paço Ducal de Vila Viçosa, na mesma vila, a 8 de fevereiro de 1634, sendo o seu pai, à data, ainda João II, 8.º Duque de Bragança.
Com a ascensão do pai ao trono português, é declarado herdeiro presuntivo da coroa, a 28 de janeiro de 1641. A 2 de maio de 1642, é nomeado Coronel da Nobreza,
Teodósio foi o primeiro Príncipe do Brasil, título criado por seu pai em substituição do título de Príncipe herdeiro de Portugal. João IV também declarou-o Duque de Bragança (como Teodósio III). Acumulava os títulos de 4.º Duque de Barcelos, 8.º Marquês de Vila Viçosa, 16.º Conde de Barcelos, 13.º Conde de Ourém, 10.º Conde de Arraiolos e 10.º Conde de Neiva.
Teve uma educação jesuíta, no Colégio de Santo Antão-o-Novo, em Lisboa, frequentando a Aula da Esfera
Participou das reuniões do Conselho de Estado.
Tinha dotes para a música e letras, tendo sido ensinado a se comunicar em grego, latim, italiano, francês, castelhano e hebraico. Interessava-se por cultura, filosofia e pelos grande pensadores clássicos, fazia várias previsões do mundo político, e tinha grande interesse em astrologia, incentivado e auxiliado pelo padre jesuíta António Vieira, tendo, sob a tutela de astrólogos da época, composto muitas cartas astrológicas.

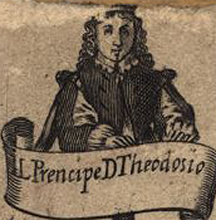
Teodósio de Bragança representado em gravura da Árvore Genealógica dos Reis de Portugal (Biblioteca Nacional de Portugal, circa 1645).

Após aprender a escrever e falar em latim, deixou na mesma língua obras de diversas matérias, que, devido à sua morte precoce, nunca se chegaram a imprimir, intitulando-se três delas Historia Universal do Mundo, Aureum Saeculum e Macareopolis, conservando-se esta última na biblioteca do Cardeal Luís de Sousa.
Em 1646, João IV tentou garantir uma aliança dinástica com a França, propondo que Teodósio se casasse com a neta de Henrique IV, Ana Maria Luísa, La Grande Mademoiselle. Desesperado para solidificar o casamento, João IV propôs secretamente abdicar do trono em favor de Teodósio. Mais tarde, António Vieira sugeriu aos companheiros jesuítas que o príncipe se casasse com a infanta espanhola Maria Teresa. Ambos os projetos não se concretizaram.
Padecedor de uma saúde frágil, contraiu tuberculose pulmonar, adoecendo gravemente. Recebeu a unção dos enfermos e restantes sacramentos de 9 a 15 de maio de 1653, dia em que faleceu, no hoje extinto Palácio Real de Alcântara, em Lisboa, aos 19 anos de idade.
Foi sepultado no coro-alto do Mosteiro dos Jerónimos. João IV expressou em testamento que os seus filhos fossem trasladados para a Igreja de São Vicente de Fora, onde mandou que lhes fizessem sepulturas magníficas. Tal só se concretizou dois séculos depois, em 1855, aquando da sua trasladação, juntamente com a dos seus irmãos Afonso VI, Catarina e Joana, para o Panteão da Dinastia de Bragança. Atualmente jaz em túmulo não identificado ou trocado, sendo incerto o paradeiro das suas ossadas, bem como do seu túmulo original, desde as remodelações ocorridas no Panteão em 1933, desconhecendo-se o motivo deste lapso.
Com a sua morte prematura, torna-se herdeiro presuntivo do trono o seu irmão mais novo, que lhe sucedeu nos títulos de Príncipe do Brasil e Duque de Bragança, o futuro Rei Afonso VI, que se revelou incapaz, sendo deposto pelo irmão mais novo de ambos, o futuro Rei Pedro II.